# Liste der Kulturdenkmäler in Würzweiler
In der Liste der Kulturdenkmäler in Würzweiler sind alle Kulturdenkmäler der rheinland-pfälzischen Ortsgemeinde Würzweiler aufgeführt. Grundlage ist die Denkmalliste des Landes Rheinland-Pfalz (Stand: 27. November 2018).

## Denkmalzonen
| Bezeichnung                    | Lage                                                      | Baujahr                           | Beschreibung                                                                      | Bild |
| ------------------------------ | --------------------------------------------------------- | --------------------------------- | --------------------------------------------------------------------------------- | ---- |
| Denkmalzone Jüdischer Friedhof | östlich des Ortes, am rechten Hang des Appelbachtals Lage | erste Hälfte des 18. Jahrhunderts | bis 1925 genutzt; barocker Grabstein, um 1734, Fragment eines weiteren Grabsteins | BW   |

## Einzeldenkmäler
| Bezeichnung | Lage                        | Baujahr | Beschreibung                | Bild            |
| ----------- | --------------------------- | ------- | --------------------------- | --------------- |
| Haustür     | Hauptstraße, an Nr. 18 Lage | 1861    | Haustür, bezeichnet 1861    | Fotos hochladen |
| Glockenturm | Hauptstraße 19 Lage         | 1883    | gotisierender Putzbau, 1883 | Fotos hochladen |